# Władysław Zahorski
Władysław Zahorski (ur. 19 września 1858 w Święcianach, zm. 24 sierpnia 1927 w Wilnie) – polski lekarz, działacz społeczny, publicysta, badacz historii Wilna.

## Życiorys
Urodził się w rodzinie Bronisława, doktora medycyny, i Marii z Zasławskich. Dzieciństwo spędził w Święcianach (1858–1863), kilka lat szkolnych w Wilnie (1867–1872), następnie przebywał z rodzicami na Uralu - w Ufie i Permie. W 1883 roku ukończył studia na wydziale medycznym Cesarskiego Uniwersytetu Moskiewskiego. Po studiach pracował jako lekarz powiatowy w Jekaterynburgu, a potem w Czelabińsku. Jednocześnie pełnił w tych miejscowościach funkcję lekarza więziennego. W Wilnie mieszkał od 1892 roku. Pracował jako lekarz w Kiejdanach, Birsztanach i Wilnie. Wspólnie Władysławem hr. Tyszkiewiczem założyli w Wilnie Towarzystwo Doraźnej Pomocy Lekarskiej.
Przez kilka lat był stałym korespondentem z Wilna i współpracownikiem poznańskich „Nowin Lekarskich”. Publikował artykuły i studia m.in. w „Gazecie Lekarskiej”, „Przeglądzie Lekarskim”, „Krytyce Lekarskiej”, „Medycynie”, „Tygodniku Illustrowanym”, „Ziemi”, „Litwie i Rusi”, „Kurjerze Litewskim”, „Kwartalniku Litewskim” i „Rzeczypospolitej”. W 1905 roku redagował zastępczo, założone w Wilnie wespół z Sewerynem Houwaldem, „Zorzę” i „Jutrzenkę”, a w 1906 roku był prezesem komitetu redakcyjnego oraz zarządu gazety „Dziennik Wileński”. Przewodniczył komitetowi redakcyjnego pierwszej polskiej książki zbiorowej (pamięci Adama Mickiewicza i Tomasza Zana w 50-tą rocznicę ich zgonu) wydanej w Wilnie po 1863 roku pt. Z nad Wilii i Niemna. 
Poza pracą lekarską zajmował się studiowaniem historii Wilna. W 1904 roku był jednym z założycieli Towarzystwa Przyjaciół Połągi. W 1906 roku zorganizował Towarzystwo Przyjaciół Nauk w Wilnie, którego początkowo był wiceprezesem, a od 1916 roku do śmierci prezesem. Otrzymał tytuł doktora honoris causa Uniwersytetu Stefana Batorego.
Był mężem Antoniny z Bakszewiczów, z którą miał córki Janinę i Halinę oraz syna Władysława jr.
Zmarł w Wilnie, został pochowany na Cmentarzu Bernardyńskim.

## Ordery i odznaczenia
- Krzyż Komandorski Orderu Odrodzenia Polski (30 kwietnia 1927)[4]

## Twórczość
- Zarys dziejów Cesarskiego Towarzystwa Lekarskiego w Wilnie: (1805–1897), Warszawa 1898
- Troki i zamek trocki, Wilno 1902
- Katedra wileńska z planami i licznemi ilustracjami, Wilno 1904
- Kościół św. Anny w Wilnie, Wilno 1905
- Szymon Konarski. Jego życie i czyny, Wilno 1907
- Przewodnik po Wilnie ilustrowany i z planami, Wilno 1910 (kolejne wydania w 1921, 1923, 1927 i 1935)
- Kościół św. Michał w Wilnie, Wilno 1911
- Podania i legendy wileńskie Wilno 1925 (wydanie powojenne w 1991)
- Żyłem pełnym i pożytecznym życiem